# بيدرو كورتيس
بيدرو كورتيس (بالإنجليزية: Pedro Cortés)‏ هو سياسي أمريكي، ولد في 28 مايو 1966 في كارولينا، بورتوريكو في الولايات المتحدة. حزبياً، نشط في الحزب الديمقراطي.